# RD-0124
RD-0124 (GRAUインデックス 14D23) は液体酸素とケロシンを推進剤として使用する二段燃焼サイクルのロケットエンジンで、RD-0124はKBKhA設計局が開発した。RD-0124はソユーズ-2.1bに採用されているほか、改良型が開発中のアンガラロケットシリーズに搭載される予定である。

## 設計
RD-0124は副燃焼室 (ガス発生器) で燃料を燃焼させて発生したガスによって駆動される多段式ターボポンプを使用する。燃料のケロシンはエンジンの再生冷却に使用される。姿勢制御はエンジンの2方向のジンバルで行う。推進剤のタンクはヘリウムで加圧されており、1台のターボポンプから4基の燃焼室へ推進剤を供給する。
RD-0124は酸化剤リッチな燃焼条件において高い燃焼室圧力で運転されるため、ケロシン/液体酸素系のロケットエンジンの中では最も比推力が高い。

## 歴史
RD-0124を使用したロケットは、2006年12月27日に初めて打ち上げられた。
オービタル・サイエンシズはアンタレスロケットの第2段を高出力化するため、キャスター30Bに代えてRD-0124を採用することを検討した。

## 派生機種
RD-0124はソユーズ 2.1b/vとアンガラという異なる2種類のロケットに展開するため、それぞれに合わせた派生型が存在する。

### RD-0124
ソユーズ-2.1bおよびソユーズ-2.1vブロックIに採用されている。旧ソ連が崩壊し、ロシアになって最初に開発された液体ロケットエンジンである。

### RD-0124A
アンガラロケット第2段のURM-2に使用される。重量がRD-0124よりも24 kg (53 lb)軽い548 kg (1,208 lb)となり、燃焼時間は424秒に延ばされている。

### RD-0124DR
2008年から2013にかけて、ソユーズ-2.3用に開発された。RD-0124に対して、副燃焼室と主燃焼室を再設計することで燃焼室圧力を9.5 MPa (1,380 psi)に抑えて推力を176.6 kN (39,700 lbf)に下げ、比推力を347秒としたものである。

### RD-0125A
RD-0124Aのノズルを1つにしたモデル。アンガラのURM-2の発展型での採用が考えられており、エンジンを2基とすることで打ち上げコスト削減を図るものである。アンガラ A5用URM-2でのみ採用されると考えられる.。